# Júlia de Varano
Júlia de Varano (em italiano: Giulia da Varano; Camerino, 24 de março de 1523 – Fossombrone, 18 de fevereiro de 1547) foi uma nobre italiana pertencente à família Varano que, durante séculos, governou o ducado de Camerino.

## Biografia
Filha de João Maria de Varano (Giovanni Maria da Varano), duque de Camerino, e de Catarina Cybo (Caterina Cybo), foi duquesa soberana de Camerino e duquesa consorte de Urbino.
Quando o pai morre, em 1527, sucede-lhe no ducado de Camerino, sob a regência de sua mãe Catarina Cybo, mulher de grande dinamismo. De Júlia ficaram as moedas, com a sua esfínge, cunhadas durante a sua governação.
Em 1534 casou com Guidobaldo II Della Rovere , indo viver no esplêndido palácio do marido, enquanto a sua mãe continuava a administrar o estado da família que,  em 1535, se vê forçada a ceder formalmente ao papa, assinalando assim o fim da independência de Camerino. Júlia mantem a titularidade do ducado de Camerino até 1539, ano em que os seus direitos são formalmente adquiridos pelo Papa Paulo III por 78.000 scudi
Em 1538, com a morte do seu sogro, o marido sucede no Ducado de Urbino e Júlia torna-se Duquesa Consorte.

## Casamento e descendência
Do seu casamento com Guidobaldo nasceu uma filha, Virgínia Della Rovere, que veio a casar primeiro com Frederico Borromeo, sobrinho do Papa Pio IV e, em segundas núpcias, com Fernando Orsini. 

## Morte
Júlia morre em Fossombrone, com 24 anos, em 1547, após dois meses de doença em que foi assistida pela duquesa-mãe. Foi sepultada, após um sumptuoso funeral, no Mosteiro de Santa Clara (Santa Chiara) de Urbino. No ano seguinte Guidobaldo voltou a casar com Vitória Farnésio.
Em 1999 o féretro da duquesa foi exumado e recuperado o valioso vestido com que fora sepultada. Ao lado do seu sarcófago encontravam-se o dos seus sogros, Francisco Maria I Della Rovere e Leonor  Gonzaga.
É celebre o seu retrato, pintado por Tiziano, Ritratto di Giulia Varano, encomendado por seu marido, e executado no período 1545-1547, conservado na Galeria Palatina de Florença.